# Inácio Caetano Boncompagni-Ludovisi
Inácio Caetano Boncompagni-Ludovisi, em italiano Ignazio Gaetano Boncompagni-Ludovisi (Roma, 18 de junho de 1743 - Bagni di Lucca, 9 de agosto de 1790), foi um nobre e cardeal italiano.

## Biografia
Nascido na família Boncompagni-Ludovisi, Príncipes do Piombino e Duques de Sora, Inácio Caetano era o quarto filho do Príncipe Caetano Boncompagni-Ludovisi e de sua mulher, a princesa Laura Chigi. A sua condição de filho mais novo destinou-o à carreia eclesiástica como era tradição familiar, desde os tempo do Papa Gregório XIII, seu antepassado.
Completa os seus estudos na Universidade La Sapienza de Roma onde, em 1761, conclui o Doutoramento em Direito. Em maio de 1754, sendo já Papa Bento XIV, é-lhe garantido todos os benefícios eclesiásticos tradicionalmente garantidos à família Boncompagni-Ludovisi nas dioceses de Aquino e Sora. Por bula do Papa Clemente XIII, datada de 27 de abril de 1763, é nomeado abade comendador de Santa Maria di Giosafat na Diocese de Cosenza, sendo também nomeado camareiro privado de Sua Santidade. Torna-se vice-legado papal em Bolonha, cidade de origem da família Boncompagni, desde 19 de novembro de 1766. Em 1767 é nomeado delegado apostólico na Comissão para  a água das três legações de Bolonha, Ferrara e da Romanha.

## O cardinalato
Inácio Caetano é criado Cardeal in pectore em 17 de julho de 1775, e Cardeal diácono por Pio VI em 13 de novembro de 1775, com o título de Santa Maria in Via Lata.
Em 1780 foi nomeado Legado em Bolonha, cidade onde publicou um plano de reformas económicas no sentido de melhorar as finanças dos Estados Pontifícios e favorecer a actividade produtiva (comercial e industrial). O plano era baseado numa reforma fiscal que previa a aplicação de impostos directos sobre a propriedade fundiária. O senado de Bolonha, composto por membros da aristocracia terra-tenente, opôs-se ao plano de reforma fiscal iluminista do Cardeal-Legado e a experiência acaba por falhar até porque, em 1796, Bolonha foi ocupada pelas tropas francesas de Napoleão.
De junho de 1785 a setembro de 1789, Boncompagni-Ludovisi ocupa o cargo de Cardeal Secretário de Estado de Pio VI.
Foi prefeito da congregação cardinalícia da Sacra Consulta (uma magistratura equivalente a um moderno Conselho de Estado) e da congregação de Avinhão e Loreto. Era um intelectual com diversas obras e estudos publicados.